# レンベ海峡

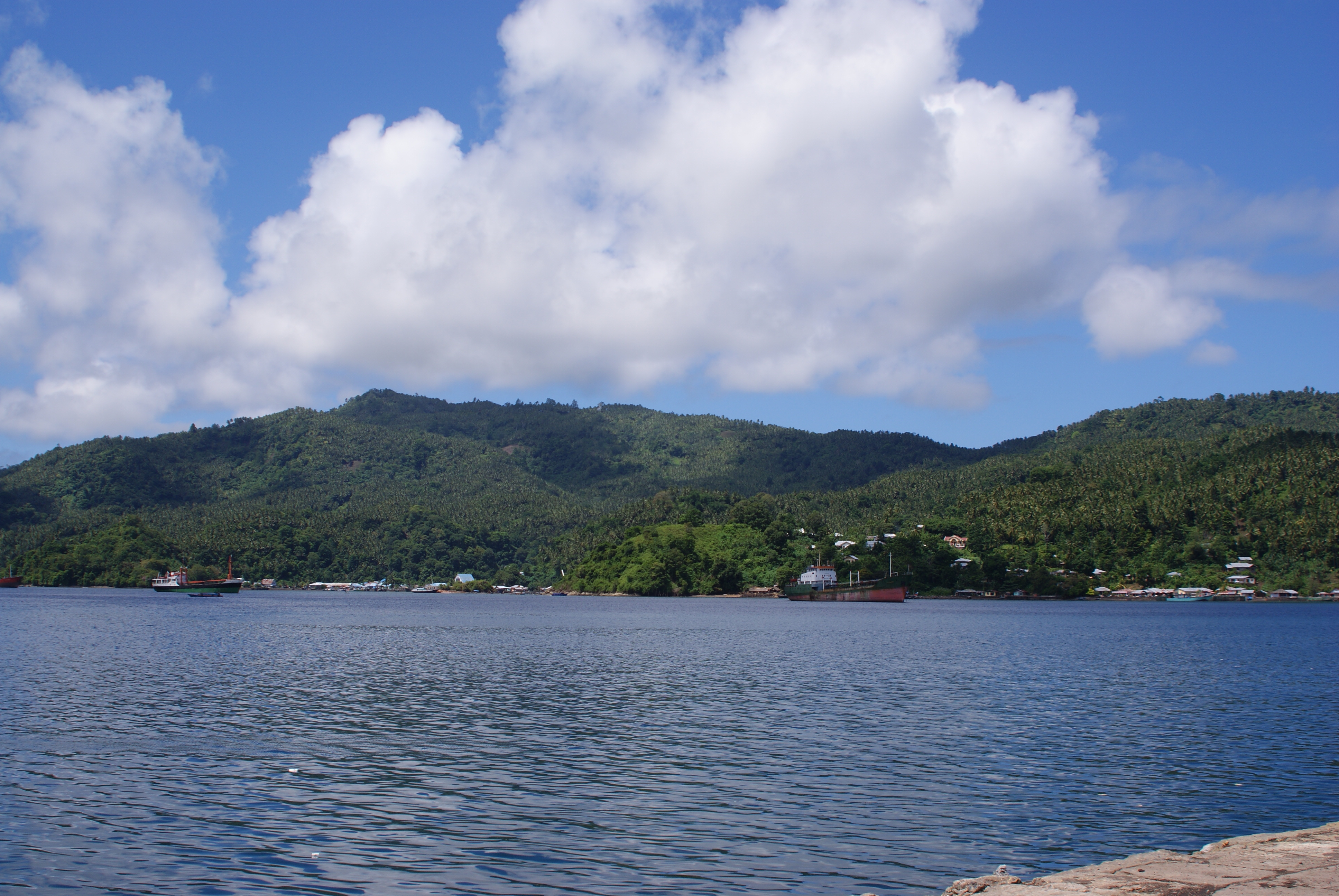
レンベ海峡。対岸に見えるのはレンベ島

レンベ海峡（レンベかいきょう、インドネシア語: Selat Lembeh、英語: Lembeh Strait）はインドネシア・スラウェシ島とレンベ島とを隔てる海峡。ビトゥン市やタンココ山は海峡の西海岸に位置する。
海峡には色鮮やかな海洋生物が豊富に生息し、特に裸鰓類が有名。ダイビングスポットとして人気を集めている。